# 巨疣粉蝨
巨疣粉蝨（学名：Viennotaleyrodes megapapillae）为粉蝨科維粉蝨屬下的一个种。